# Toyota Land Cruiser
O Land Cruiser é um utilitário desportivo de porte grande da Toyota. No Brasil foi chamado de Bandeirante.

## References
1. ↑  «Toyota Land Cruiser 2022: especificações, preço, data de lançamento»